# Brody King
Nathan Troy Blauvelt (Van Nuys, 17 de março de 1987), mais conhecido pelo seu nome de ringue Brody King, é um lutador profissional, cantor e ator americano. Ele trabalha atualmente para a All Elite Wrestling (AEW), onde é membro do House of Black e ex-campeão mundial de trios da AEW, tendo conquistado o título uma vez.
King foi campeão triplo em três promoções; ele conquistou o Campeonato Mundial de Trios da ROH ao lado de PCO e Marty Scurll, o Campeonato Mundial de Duplas da ROH e o Campeonato Mundial de Duplas da NWA com PCO, e o Campeonato de Duplas da World Series Wrestling com Scurll. King e PCO também venceram o torneio ROH Tag Wars de 2019 e a Crockett Cup de 2019. Fora do mundo da luta livre, ele é o vocalista principal da banda hardcore God's Hate e apareceu na série de comédia de esquetes I Think You Should Leave with Tim Robinson.

## Início de vida
Nathan Troy Blauvelt nasceu em Van Nuys, Califórnia, em 17 de março de 1987. Antes de começar a treinar como lutador profissional, ele trabalhou no estacionamento do Kia Forum.

## Carreira na luta livre profissional

### Início de carreira (2015–2016)
Blauvelt foi treinado pela Santinos Bros Academy em Bell Gardens, Califórnia, e fez sua estreia em 2015. Ele começou a trabalhar sob o nome de ringue Brody King como uma homenagem tanto a Bruiser Brody quanto a Brodie Lee. Em 2016, participou da Young Lions Cup da All Pro Wrestling, vencendo o torneio.

### Major League Wrestling (2017–2018)
King fez sua estreia na Major League Wrestling (MLW) no show Never Say Never em 12 de dezembro de 2017, perdendo para Montel Vontavious Porter (MVP). Três meses depois, ele foi eliminado na primeira rodada do torneio pelo Campeonato Mundial Peso Pesado da MLW por Shane Strickland. Em seguida, participou da luta Battle Riot de 40 homens, onde foi eliminado. Em 6 de setembro de 2018, King fez sua primeira luta contra PCO na MLW. A luta resultou em uma briga e uma desqualificação dupla após cerca de cinco minutos. Sua última luta pela MLW foi na edição de Natal de 2018 do MLW Fusion, uma luta gravada durante as gravações de novembro, onde ele perdeu em uma luta sem desqualificação para PCO, encerrando sua rivalidade com ele.

### Circuito independente (2018–2019)

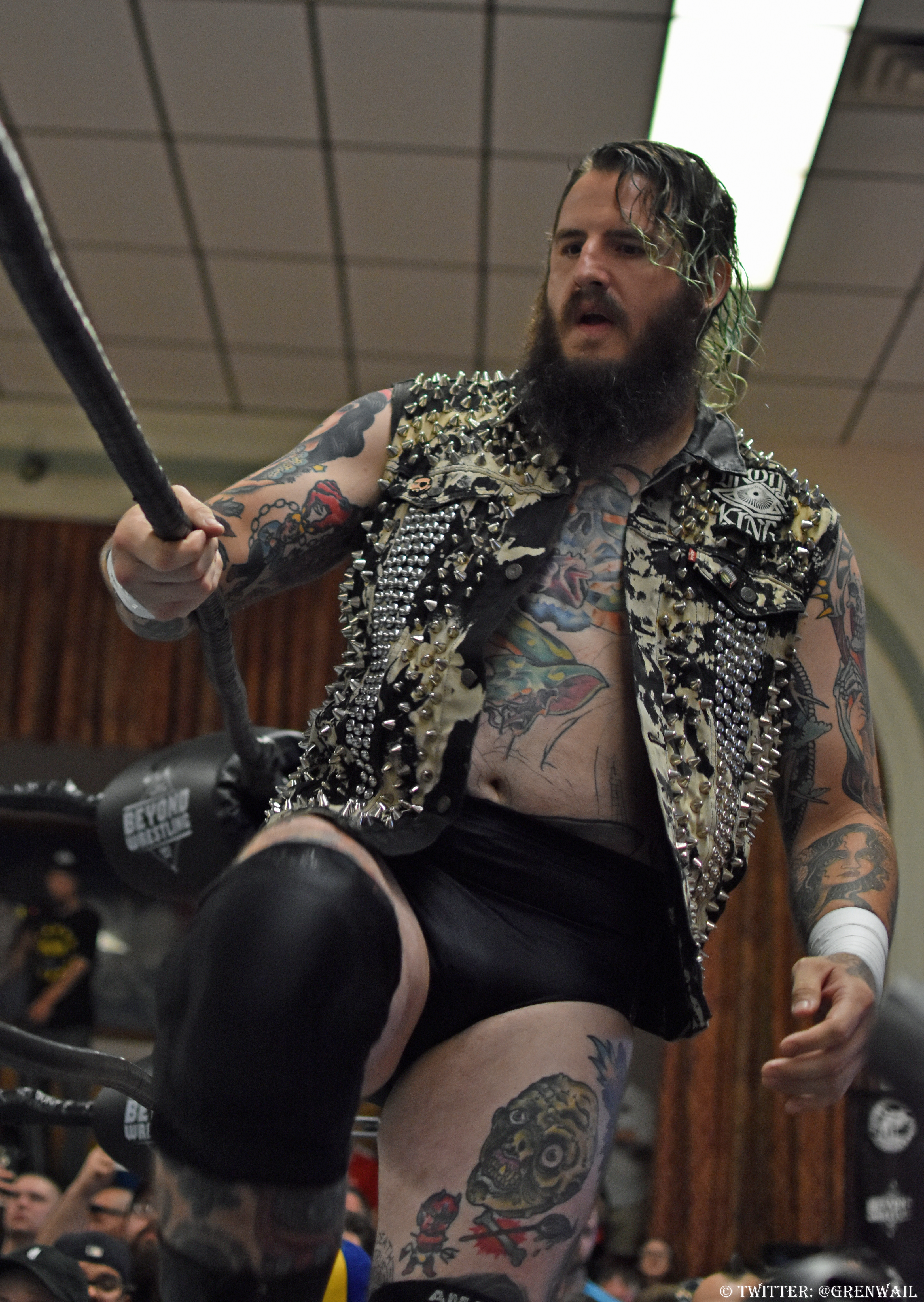
King em julho de 2018.

Em 2018, ele fez sua estreia na Pro Wrestling Guerrilla (PWG) no evento Neon Knights, perdendo para Adam Brooks. No Time Is A Flat Circle, ele derrotou Douglas James, Eli Everfly e Jake Atlas em uma luta Fatal-4-Way. Ele recebeu uma oportunidade de título contra o então campeão Walter no Threemendous V, mas perdeu, embora sua performance tenha sido altamente elogiada. Ele participou do torneio Battle of Los Angeles de 2018, onde derrotou PCO na primeira rodada, mas foi derrotado por Trevor Lee na segunda rodada. No evento seguinte, perdeu para Timothy Thatcher. Brody King lutou novamente no PWG no show de 18 de janeiro de 2019, Hand of Doom, onde derrotou Jungle Boy.
Em 31 de agosto de 2018, no AAW Defining Moment 2018 da All American Wrestling (AAW), King conquistou o Campeonato Peso Pesado da AAW de A.C.H.. Ele defendeu com sucesso o título contra Pentagón Jr. e Eddie Kingston antes de perdê-lo para Sami Callihan em 29 de dezembro de 2018. Em 16 e 17 de novembro de 2018, King apareceu em dois eventos da Game Changer Wrestling (GCW). Na primeira noite, ele derrotou Hardcore Holly, e na segunda noite perdeu em uma luta pelo Campeonato Peso Pesado da GCW contra Nick Gage. Em novembro de 2018, King se aliou a Marty Scurll durante uma turnê da World Series Wrestling (WSW), formando uma dupla conhecida como Villain Enterprises. Eles conquistaram o Campeonato de Duplas da WSW durante a mesma turnê. Sua última luta de 2018 foi pelo Suburban Fight Pro contra Darby Allin.
Junto com PCO, King participou do torneio Crockett Cup de 2019. King e PCO derrotaram Royce Isaacs e Thomas Laitmer na final para conquistar a taça e o Campeonato Mundial de Duplas da NWA, que estava vago.

### Ring of Honor (2018–2021)
Em 1º de dezembro de 2018, King assinou um contrato exclusivo com a Ring of Honor (ROH). Ele estreou na ROH nas gravações de 15 de dezembro, formando o Villain Enterprises com Scurll e PCO. King e PCO conquistaram o torneio ROH Tag Wars de 2019, e em 15 de março, derrotaram os Briscoe Brothers em uma Las Vegas Street Fight para conquistar o Campeonato Mundial de Duplas da ROH no ROH 17th Anniversary Show. Na noite seguinte, King, PCO e Scurll derrotaram The Kingdom para conquistar o Campeonato Mundial de Trios da ROH durante as gravações do Ring of Honor Wrestling. Isso fez de King um campeão duplo na ROH em um período de 24 horas. PCO e King perderam os títulos de duplas da ROH para os Guerrillas of Destiny em uma luta Fatal 4-Way que também envolvia Los Ingobernables de Japón (EVIL e Sanada) e The Briscoes no G1 Supercard. Em 11 de janeiro de 2020, o Villain Enterprises perdeu os títulos de Seis Homens para o MexiSquad (Bandido, Flamita e Rey Horus). O Villain Enterprises se desfez discretamente após isso devido à pandemia de COVID-19 e à saída de Scurll da Ring of Honor, enquanto King e PCO começaram a focar em competições individuais. No Final Battle, King recebeu uma chance pelo Campeonato Mundial da ROH contra Rush, mas foi derrotado após a interferência de La Bestia del Ring, que o atingiu com uma cadeira de aço. Em 26 de março de 2021, no ROH 19th Anniversary Show, King revelou uma nova facção chamada Violence Unlimited, composta por Tony Deppen, Chris Dickinson e Homicide, que atacaram o La Facción Ingobernable.

### New Japan Pro-Wrestling (2019–presente)
O contrato de King com a ROH abriu as portas para sua estreia na New Japan Pro-Wrestling (NJPW). Sua luta de estreia aconteceu em 30 de janeiro de 2019, em uma luta de duplas com Scurll contra o Killer Elite Squad no evento The New Beginning in USA da NJPW. Em 2 de fevereiro, ele lutou no último dia da turnê, enfrentando o Campeão Televisivo da ROH, Jeff Cobb. Sua próxima aparição para a NJPW aconteceu no Japão, durante a turnê Best of the Super Juniors 2019. Ele se uniu a Scurll para derrotar Taiji Ishimori e Gedo.

### All Elite Wrestling (2022–presente)
No episódio de 12 de janeiro de 2022 do AEW Dynamite, King fez sua estreia na All Elite Wrestling, aliando-se com Malakai Black ao atacar The Varsity Blonds (Brian Pillman Jr. e Griff Garrison) e Penta El Zero Miedo, formando uma dupla chamada Kings of the Black Throne, que mais tarde evoluiria para o House of Black. No show de buy-in do Revolution, o grupo (juntamente com Buddy Matthews) venceu em uma luta de trios contra o Death Triangle (Pac e Penta Oscuro) e Erick Redbeard. King começou uma rivalidade com Darby Allin, perdendo uma luta Coffin contra Allin em 10 de agosto. Isso culminou em uma luta de trios no All Out em 4 de setembro, onde Darby Allin, Sting e Miro derrotaram o House of Black.
No Revolution em 5 de março de 2023, o House of Black derrotou o The Elite (Kenny Omega, Matt Jackson e Nick Jackson) para se tornar o campeão de trios da AEW. Eles perderam os títulos para The Acclaimed e Billy Gunn no All In em agosto de 2023. King foi um dos participantes do inaugural Continental Classic, onde estava no bloco Azul e terminou com 6 pontos, mas não conseguiu avançar para a fase de playoffs.
No episódio de 15 de junho de 2024 do AEW Collision, o House of Black venceu uma luta para se tornar desafiantes número um pelo Campeonato de Trios da AEW do The Patriarchy. Após a luta, o líder do Patriarchy, Christian Cage, apareceu no titantron e revelou que eles haviam atacado Matthews com um con-chair-to, fazendo com que todo o grupo do House of Black se tornasse face pela primeira vez. Em 25 de agosto, no All In, o House of Black participou de uma luta de escadas pelos Campeonatos de Trios da AEW, mas não conseguiu vencer. Em 23 de novembro, no Full Gear, o Kings of the Black Throne participou de uma luta four-way de duplas pelo Campeonato Mundial de Duplas da AEW, mas não conseguiu vencer. Em 24 de novembro, King foi anunciado como participante do Continental Classic 2024, onde foi colocado na liga Ouro. King terminou o torneio com 6 pontos, mas novamente não conseguiu avançar para a fase de playoffs.

## Outros trabalhos

### Música
King é o vocalista principal da banda de hardcore punk God's Hate. Estando envolvido há muito tempo na cena hardcore de Los Angeles, King fundou a banda ao lado do guitarrista, baterista e vocal de apoio Colin Young, do Twitching Tongues, no mesmo período em que começou a lutar. A dupla recrutou então outros membros do Twitching Tongues, Cayle Sain (bateria) e Leopold Orozco (baixo), além de Anthonie Gonzalez, do Constrict (guitarra). Essa formação gravou o EP de estreia Divine Injustice, lançado em 2014 pela Closed Casket Activities. No ano seguinte, Orozco e Gonzalez trocaram de funções e a banda lançou o segundo EP Father Inferior. O álbum de estreia da banda, Mass Murder, foi lançado em 2016. Em seguida, houve um período de inatividade enquanto King focava em sua carreira de luta livre. Durante esse tempo, várias mudanças na formação ocorreram enquanto a banda gravava faixas para um álbum subsequente. Em 2021, o hiato da banda terminou, com a formação atual, incluindo King, Colin Young e Orozco, junto com Martin Stewart do Terror na guitarra, Alec Faber do Twitching Tongues no baixo e Taylor Young do Nails e do Twitching Tongues na guitarra. Nesse mesmo ano, lançaram o segundo álbum God's Hate.

### Atuação
King teve um papel no curta-metragem de 2020 Heel, escrito e estrelado pelo colega lutador Ryan Nemeth. Em 2021, ele interpretou um lutador profissional enlouquecido chamado Mike "The Rock" Davis em um episódio da série de comédia de esquetes da Netflix I Think You Should Leave with Tim Robinson.

## Vida pessoal
Blauvelt tem um filho chamado Dante e uma filha chamada Tallulah. Ele segue um estilo de vida "straight edge".

## Títulos e prêmios
- AAW Wrestling

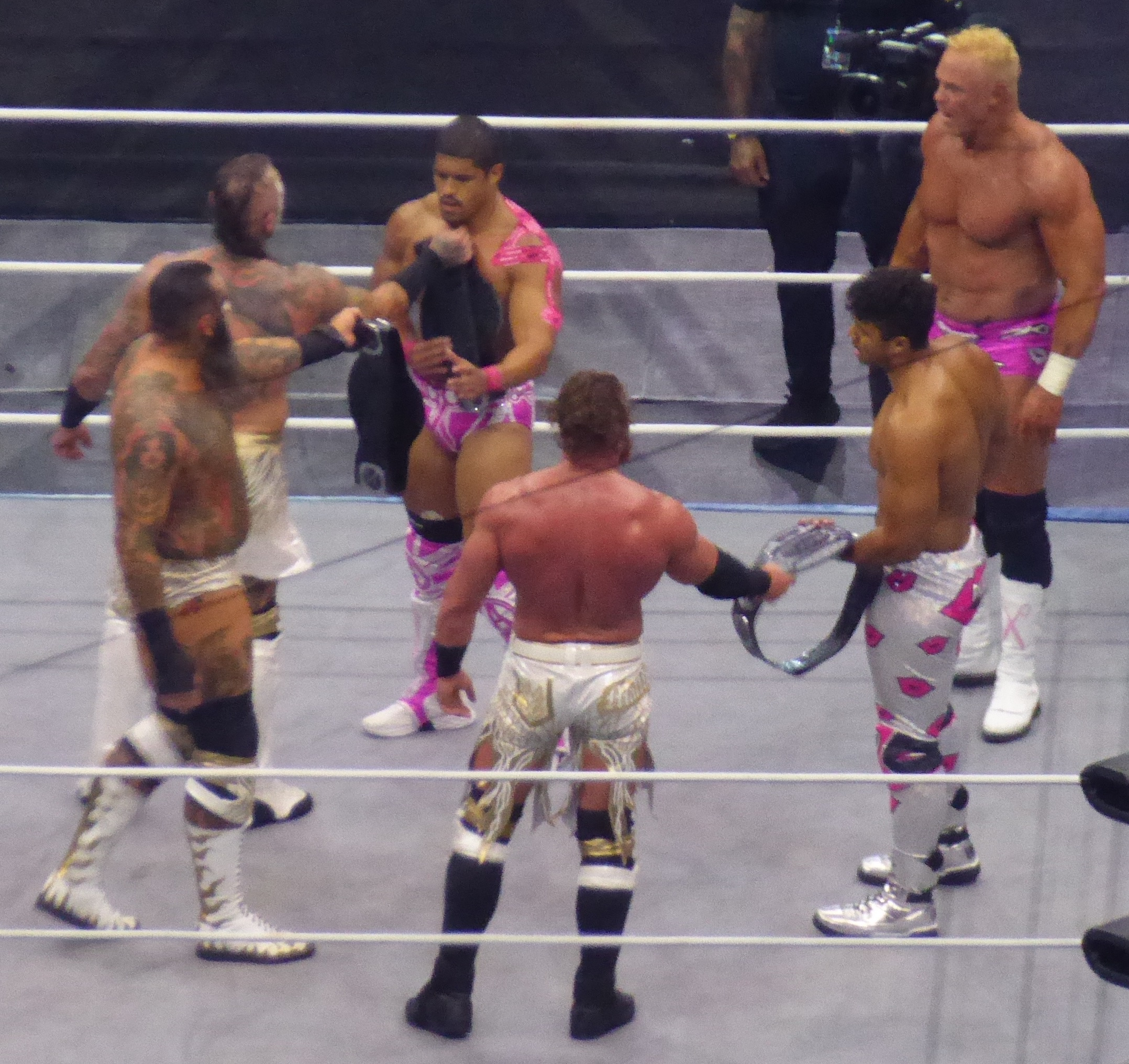
King (à esquerda) entregando o Campeonato Mundial de Trios da AEW em agosto de 2023.

  - AAW Heavyweight Championship (1 vez)[41]
- All Elite Wrestling
  - Campeonato Mundial de Trios da AEW (1 vez)[42] – com Malakai Black e Buddy Matthews
  - Royal Rampage (2022)
- All Pro Wrestling
  - Young Lions Cup (2016)[43]
- National Wrestling Alliance
  - Campeonato Mundial de Duplas da NWA (1 vez) – com PCO
  - Crockett Cup (2019) – com PCO
- Oddity Wrestling Alliance
  - OWA Tag Team Championships (1 vez) – com Tyler Bateman[44]
- PCW ULTRA
  - PCW ULTRA Tag Team Championship (1 vez) – com The Almighty Sheik e Jacob Fatu
- Pro Wrestling Guerrilla
  - Campeonato Mundial de Duplas da PWG (1 vez) – com Malakai Black[45]
- Pro Wrestling Illustrated
  - PWI o colocou na #79 posição dos 500 melhores lutadores individuais no PWI 500 em 2019[46]
- Ring of Honor
  - Campeonato Mundial de Trios da ROH (1 vez) – com Marty Scurll e PCO
  - Campeonato Mundial de Duplas da ROH (1 vez) – com PCO
  - Tag Wars (2019) – com PCO
  - Prêmio de Fim de Ano da ROH (1 vez)
    - Facção do Ano (2019) – com Villain Enterprises[47]
- Santino Bros. Wrestling
  - SBW Championship (1 vez)[48]
  - SBW Championship #1 Contenders Tournament (2017)
- SoCal Uncensored
  - Novato do Ano da Southern California (2016)[49]
  - Lutador do Ano da Southern California (2018)[50]
- World Series Wrestling
  - WSW Tag Team Championship (1 vez) – com Marty Scurll[51]